# دايفيد كيلي
دايفيد كيلي (بالإنجليزية: David Kelly)‏ (و. 1929 – 2012 م) هو ممثل، من جمهورية أيرلندا، ولد في دبلن، توفي في دبلن، عن عمر يناهز 83 عاماً.

## وصلات خارجية
- دايفيد كيلي على موقع IMDb (الإنجليزية)
- دايفيد كيلي على موقع ألو سيني (الفرنسية)
- دايفيد كيلي على موقع ميوزك برينز (الإنجليزية)
- دايفيد كيلي على موقع أول موفي (الإنجليزية)
- دايفيد كيلي على موقع قاعدة بيانات الأفلام السويدية (السويدية)
- دايفيد كيلي على موقع إن إن دي بي (الإنجليزية)
- دايفيد كيلي على موقع ديسكوغز (الإنجليزية)
- دايفيد كيلي على موقع قاعدة بيانات الفيلم (الإنجليزية)
- دايفيد كيلي على موقع كينوبويسك (الروسية)